# Haanches
Haanches war eine altägyptische Königin der Zweiten Zwischenzeit. Ihr Titel war Königsgemahlin. Haanches ist von einer Stele bekannt, deren eine Hälfte in Koptos angekauft wurde (der andere Teil der Stele befindet sich heute in Moskau). Auf der Stele, die ursprünglich wohl aus Dendera kommt, wird ihr Sohn, der Königssohn und Offizier der Truppe des Herrschers Ameny, genannt. Daneben erscheint dort auch die große königliche Gemahlin Nubemhat, die Gemahlin von Sobekemsaf I. Es ist sonst nichts weiter von ihrem Leben bekannt. Der königliche Gemahl von Haanches ist unbekannt.